# David Wharton
David Wharton (Estados Unidos, 19 de mayo de 1969) es un nadador estadounidense retirado especializado en pruebas de cuatro estilos, donde consiguió ser subcampeón olímpico en 1988 en los 400 metros estilos.

## Carrera deportiva
En los Juegos Olímpicos de Seúl 1988 ganó la medalla de plata en los 400 metros estilos, con un tiempo de 4:17.36 segundos, tras el húngaro Tamás Darnyi (oro con 4:14.75 segundos que fue récord del mundo) y por delante del italiano Stefano Battistelli.
Y en los Campeonato Pan-Pacífico de Natación ha conseguido un total de ocho medallas, entre las cuales cuatro son de oro: en 200 y 400 metros estilos, en Brisbane 1987 y Tokio 1989.